# Rajd Antibes 2003
Rajd Antibes 2003 (38. Rallye International d'Antibes – Rallye d'Azur) – 38 edycja rajdu samochodowego Rajd Antibes rozgrywanego we Francji. Rozgrywany był od 24 do 26 października 2003 roku. Była to czterdziesta ósma runda Rajdowych Mistrzostw Europy w roku 2003 (rajd miał najwyższy współczynnik – 20). Składał się z 18 odcinków specjalnych – w tym dwa odcinki odwołano: czternasty o długości 18 km i siedemnasty też o długości 18 km.

## Klasyfikacja rajdu
| Miejsce                      | Kierowca                     | Pilot                        | Samochód                     | Czas                         | Strata                       |                              |
| Klasyfikacja generalna i ERC | Klasyfikacja generalna i ERC | Klasyfikacja generalna i ERC | Klasyfikacja generalna i ERC | Klasyfikacja generalna i ERC | Klasyfikacja generalna i ERC | Klasyfikacja generalna i ERC |
| ---------------------------- | ---------------------------- | ---------------------------- | ---------------------------- | ---------------------------- | ---------------------------- | ---------------------------- |
| 1.                           | Bruno Thiry                  | Jean-Marc Fortin             | Peugeot 206 WRC              | 3:13:38.7                    | 0.0                          |                              |
| 2.                           | Miguel Campos                | Carlos Magalhães             | Peugeot 206 WRC              | 3:14:03.8                    | +25.1                        |                              |
| 3.                           | Václav Pech jun.             | Petr Uhel                    | Ford Focus RS WRC '02        | 3:24:10.6                    | +10:31.9                     |                              |
| 4.                           | Timothy Van Parijs           | Yves Peyskens                | Mitsubishi Lancer Evo VI     | 3:34:05.5                    | +20:26.8                     |                              |
| 5.                           | Richard Bartolini            | Jean-Charles Descamps        | Mitsubishi Lancer Evo VI     | 3:36:38.6                    | +22:59.9                     |                              |
| 6.                           | Bernd Casier                 | Frédéric Miclotte            | Citroën Saxo S1600           | 3:39:35.1                    | +25:56.4                     |                              |
| 7.                           | Fabien Fiandino              | Denis Badano                 | Peugeot 206 XS               | 3:40:38.7                    | +27:00.0                     |                              |
| 8.                           | Erik Verola                  | Loïc Bonnamy                 | Renault Clio RS              | 3:44:20.8                    | +30:42.1                     |                              |
| 9.                           | Olivier Moni                 | Francis Mazotti              | Peugeot 206 XS               | 3:44:30.2                    | +30:51.5                     |                              |
| 10.                          | Vincent Kubacki              | Nathalie Goic                | Renault Clio Williams        | 3:44:31.0                    | +30:52.3                     |                              |